# Chennai Central
Chennai Central es una estación ferroviaria situada en Chennai, capital de Tamil Nadú, India. Es el principal nodo de transporte de la ciudad de Chennai.

## Situación ferroviaria
Chennai Central es el kilómetro cero de la red ferroviaria del sur de la India.

## Historia
La estación fue inaugurada por la Madras Railway Company en 1873 con el nombre de Madras Central. La primitiva estación tenía 4 andenes. En 1998 se inauguró un anexo que respeta el estilo arquitectónico del edificio original. La estación ampliada tiene 12 andenes.

## La estación

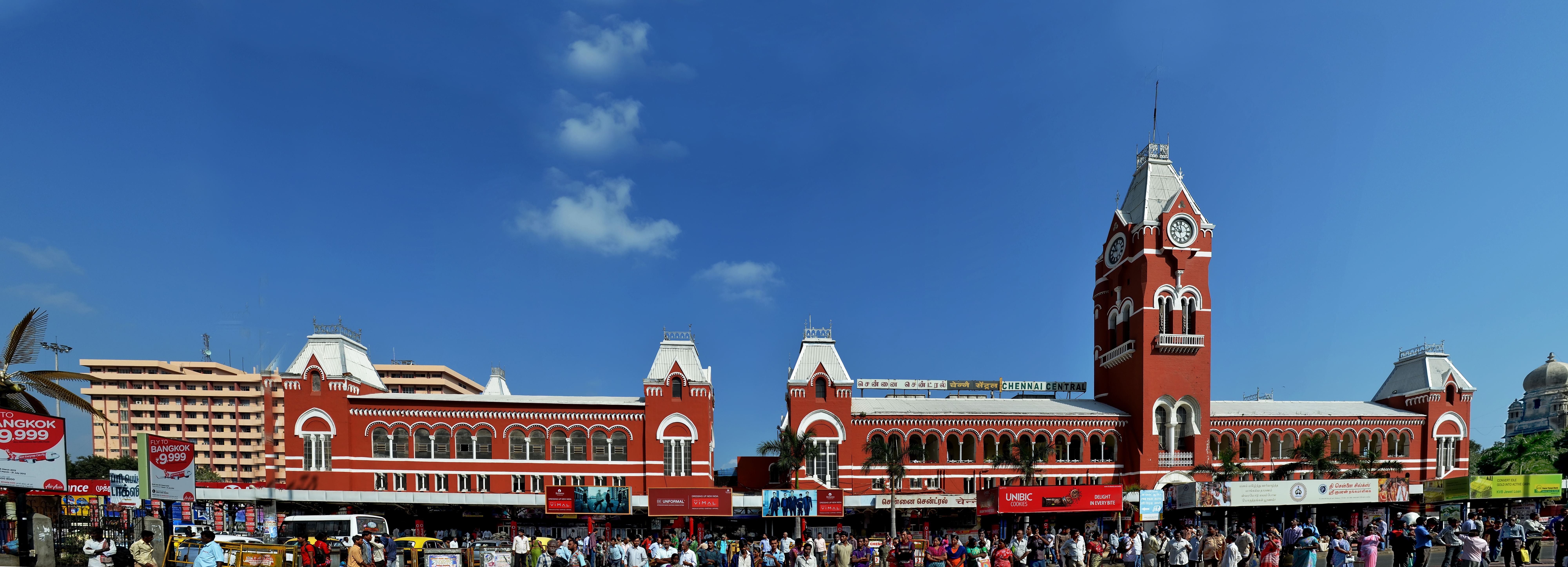
Panorámica de Chennai Central

EL edificio de estación fue diseñado por George Hardring. Los trabajos de construcción demandaron 5 años.
A fines del siglo XIX Robert Chisholm dirigió la reconstrucción del edificio con el agregado de las torres. Durante 2015, más de 200 000 pasajeros transitaron diariamente por la estación.

## Conexiones
La estación tiene conexiones con numerosas líneas de autobuses y, desde 2015, con el Metro de Chennai.

## Imágenes

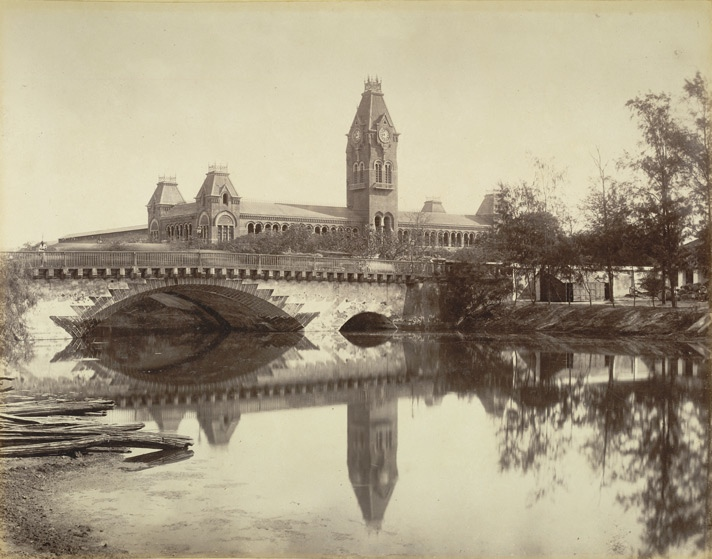
Chennai Central en 1880.
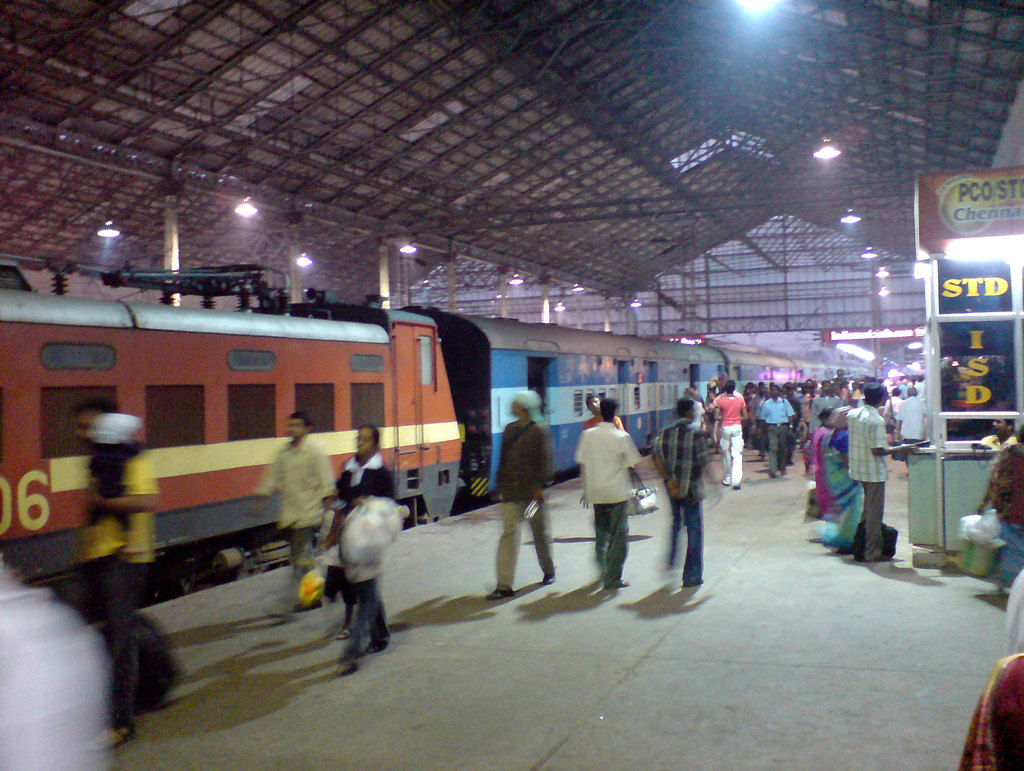
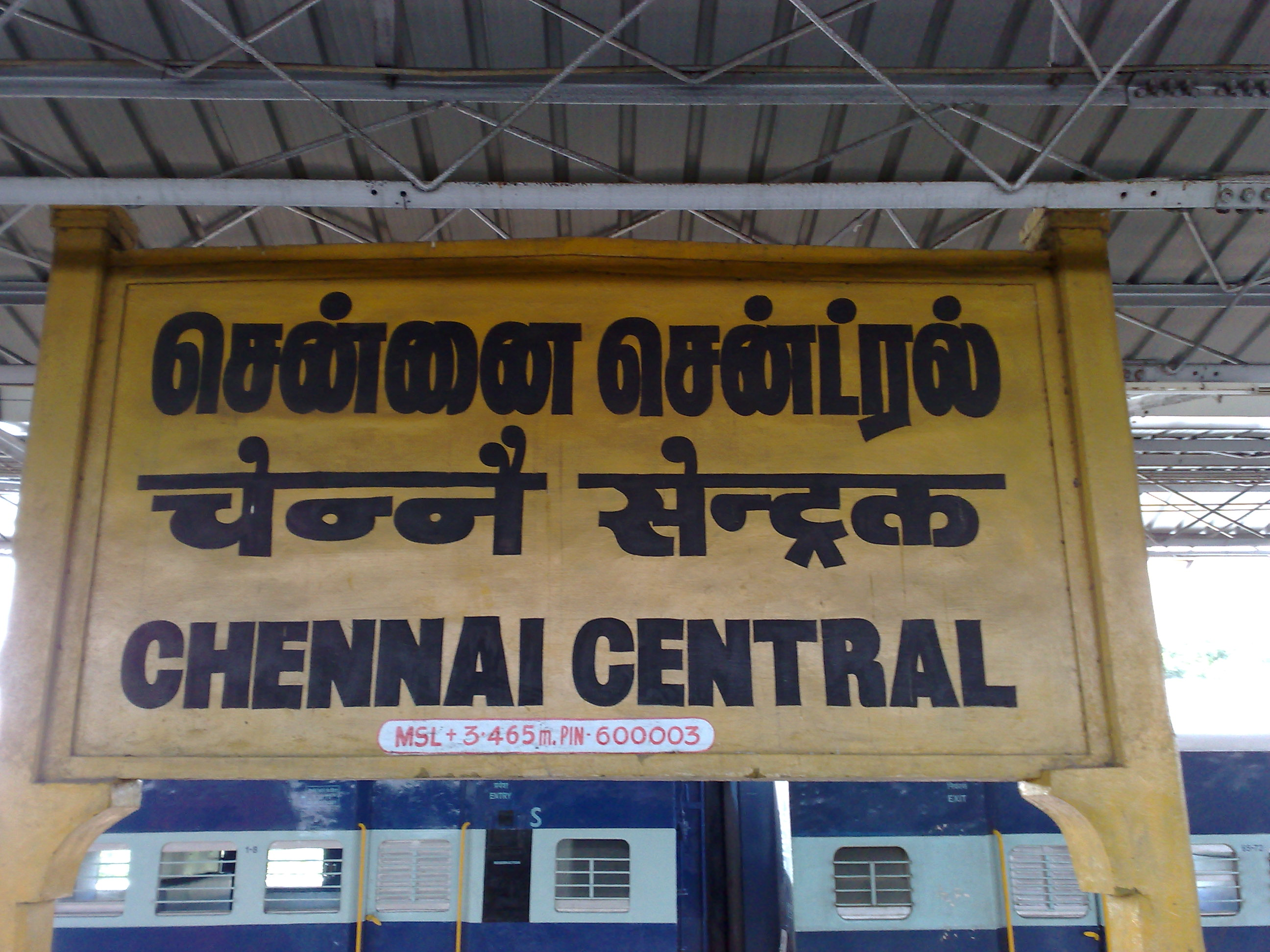
Nomenclador.
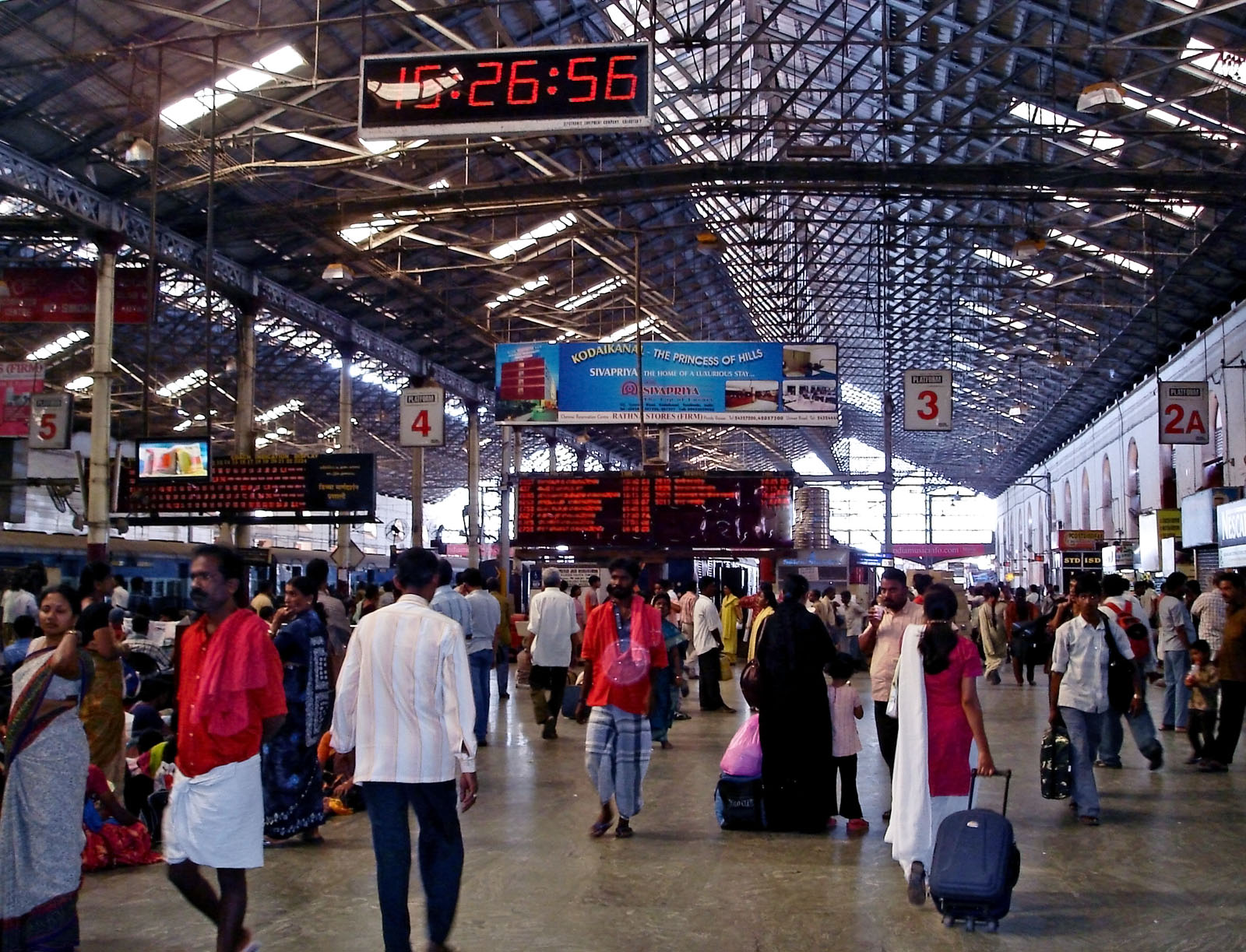
Hall interior.